# Cantonul Crécy-la-Chapelle
Cantonul Crécy-la-Chapelle este un canton din arondismentul Meaux, departamentul Seine-et-Marne, regiunea Île-de-France , Franța.

## Comune
- Bouleurs
- Boutigny
- Condé-Sainte-Libiaire
- Couilly-Pont-aux-Dames
- Coulommes
- Coutevroult
- Crécy-la-Chapelle (reședință)
- Esbly
- La Haute-Maison
- Montry
- Quincy-Voisins
- Saint-Fiacre
- Saint-Germain-sur-Morin
- Sancy
- Vaucourtois
- Villemareuil
- Villiers-sur-Morin
- Voulangis